# دهستان طیبی گرمسیری شمالی
دهستان طیبی گرمسیری شمالی، یکی از دهستان‌های بخش مرکزی شهرستان لنده در استان کهگیلویه و بویراحمد ایران است. مرکز این دهستان، شهر لنده است.

## جمعیت
بر پایه سرشماری عمومی نفوس و مسکن در سال ۱۳۹۵، جمعیت دهستان طیبی گرمسیری شمالی برابر با ۳٬۹۹۰ نفر بوده‌است.